# Steve Harvey
Broderick Stephen "Steve" Harvey (n. 17 ianuarie 1957, Welch⁠(d), Virginia de Vest, SUA) este un actor american de film, televiziune, și voce.
Acesta este autorul a patru cărți, printre care și bestsellerul „Poartă-te ca o doamnă, gândește ca un bărbat”(2019).